# Saffariden

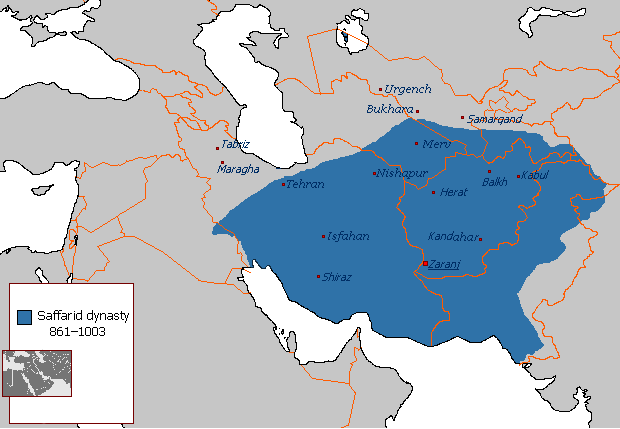
Das Reich der Saffariden von Zaranj im heutigen Südwest-Afghanistan

Die Saffariden (persisch صَفّاریان, DMG Ṣaffāriyān) waren eine persischstämmige, muslimische Dynastie, die von 861 bis zu ihrer Beseitigung durch die Ghaznawiden 1003 die iranische Region Sistan mit der Hauptstadt Zarandsch (und zum Teil auch das Gebiet der heutigen Provinz Fars) beherrschte und (wie vor ihr die Tahiriden und nach ihr die Samaniden) vorübergehend zur dominierenden Macht des islamischen Ostens aufstieg, indem sie ganz Chorasan eroberte und bis in den Irak und nach Indien vorstieß. Bedingt durch eine zwischenzeitliche Machtübernahme der Samaniden zu Beginn des 10. Jahrhunderts teilt sich die Dynastie in die beiden Linien der Laithiden (Laiṯiden) und Chalafiden (Ḫalafiden). Die Herrscher, welche Sistan ab 1030 regierten, werden manchmal ebenfalls als (Nachkommen der) Saffariden bezeichnet, doch gibt es keine nachweisbare Verbindung zwischen diesen sog. Herrschern von Nimruz und den „echten“ Saffariden.

## Geschichte

### Abu Yusuf Yaqub ibn al-Laith as-Saffar
Der rasche Aufstieg der Dynastie begann in Sistan in einer Zeit allgemeiner Unsicherheit, d. h. ständiger Kämpfe zwischen den Gouverneuren der Kalifen, aufständischen Bauern, lokalen Machthabern wie den Tahiriden, der Charidschiten-Sekte, Banden von Glaubenskriegern, Stammesführern und simplen Vigilanten.
Der Abenteurer Yaqub ibn al-Laith (reg. 861–879), genannt as-Saffar (der Kupferschmied), war ursprünglich ein Söldner des Statthalters von Bost, Salih b. an-Nadr (ab 852 Emir, † 865) gewesen, welcher um 854 gegen die Tahiriden rebellierte und deren Gouverneur  aus Sarandsch verdrängte. In einem undurchsichtigen Vorgang wurde der Statthalter selbst durch einen Rivalen namens Dirham b. Nasr (ab 858 Emir in Sarandsch) verdrängt, und dieser anschließend durch Yaqub, welcher sich nun zum Emir wählen ließ (861). Nach einem erbitterten Gefecht mit der Garnison und einem (von Salih b. an-Nadr zu Hilfe gerufenen) Anführer namens „Zunbil“ eroberte er Bost (865).
Danach besiegte Yaqub benachbarte Anführer, speziell einen Charidschiten-Führer namens Ammar b. Yasir 865 und „Zunbils“ Sohn Firuz b. Kabk 869. Letzterer floh zu den Hindu-Shahi nach Kabul, woraufhin Yaqub die Stadt eroberte und auch Firuz gefangen nahm

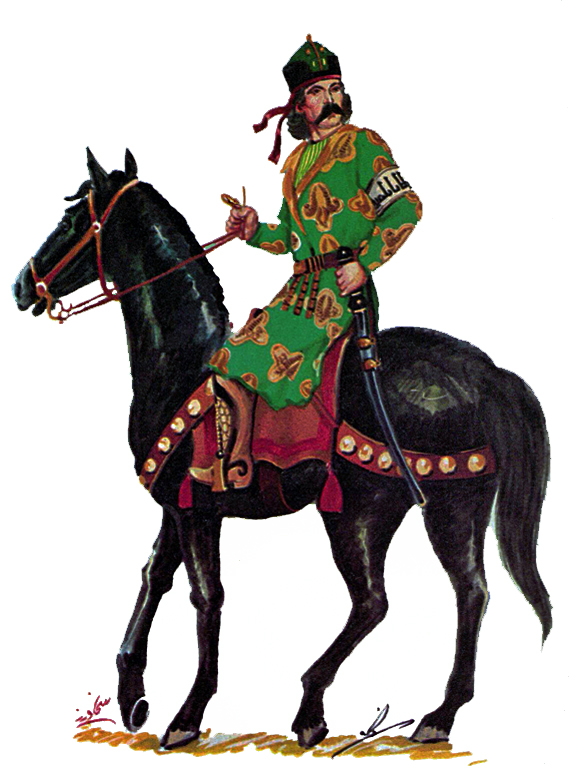
Saffaridischer Soldat

. Der Kalif bekam einen Beuteanteil aus der Plünderung Kabuls, fünfzig Idole aus Gold und Silber, die er nach Mekka weitersandte. Andere Ziele bei diesem Kriegszug von 869/70 waren Da'ud b. al-Abbas von Balch und Abu Mansur Aflah von Gardiz.
Im Zuge seiner Unternehmungen formte Yaqub aus ostiranischen Milizverbänden und anderen bewaffneten Gruppen eine straff organisierte Militärmacht. Wahrscheinlich stand hinter seiner großen Armee und ihrem Geldbedarf auch eine entsprechende Steuereintreibung in den eroberten Gebieten, über die jedoch nicht viel bekannt ist. Zwar ist eine Klage (vor dem Kalifen) aus Tabaristan 874 bekannt. Andererseits wird aber auch (im Tarich-i Sistan) behauptet, dass Yaqub sich betreffende Klagen anhörte und die besonders Armen von seinen Steuern verschont habe.

### Literarische Adaption
Der Orientalist Theodor Nöldeke (1836–1930) verarbeitete das Leben des Saffariden-Gründers und -Anführers in der Erzählung Jakûb der Kupferschmied und sein Dynastie, die 1892 in seinem Buch Orientalische Skizzen publiziert wurde. Die Geschichte spielt im östlichen Iran, im See- und Sumpfgebiet Hamun. Gewidmet ist das Buch seiner Majestät Oskar II. König von Schweden und Norwegen. Eine Neuauflage wurde 2016 vom Hansebooks Verlag herausgebracht.

### Sturz der Tahiriden und Vorstoß gegen den Kalifen
Parallel zur Sicherung seiner Herrschaft in Sistan und dem heutigen Afghanistan expandierte er nach Kerman und Fars (gegen 869) und weiter nach Chorasan (Herat, 867–71). Das geschah hauptsächlich auf Kosten der Tahiriden, aber auch auf Kosten von lokalen Charidschiten-Führern und von Statthaltern des Kalifen. In Fars saß beispielsweise Ali b. al-Husain, und der Kalif hoffte die ehrgeizigen Persönlichkeiten Ali und Yaqub gegeneinander auszuspielen, indem er beiden Ernennungsurkunden für die Provinz Kerman sandte, die eigentlich den Tahiriden gehörte. Aber Ali wurde von Yaqub besiegt und in Schiraz gefangen genommen (869).
Zwar stürzte Yaqub 873 mit der Besetzung von Nischapur und der Gefangennahme des Emirs Muhammad (reg. 862–73, † ca. 890) die Tahiriden. Doch konnte das gleichfalls den Tahiriden gehörende Transoxanien nicht unterworfen werden, da sich dort schon die bisherigen Samaniden-Gouverneure mit Unterstützung des Kalifen etabliert hatten.
Die wachsende Macht der Saffariden beunruhigte den Kalifen al-Mu'tamid (870–892) und er erklärte Yaqub 874 zum Usurpator. Aber er bekämpfte damals zeitgleich den Aufstand der Zandsch, dazu die Aliden in Kufa und Medina, was Yaqub viel Handlungsfreiheit gab. Als al-Mu'tamids neuer Statthalter in der (für ihn überlebenswichtigen) Provinz Fars einer Rebellion zum Opfer fiel, rückte Yaqub dort ein, um den Rebellen Muhammad b. Wasil im Namen des Kalifen zu bekämpfen und eignete sich die Provinz an (875). Nachdem Yaqub trotz einer würdelosen Kehrtwendung des Kalifen (Ernennungsurkunden für alle Eroberungen, Nennung in der Chutba in Mekka und Medina) auch noch Wasit besetzte, blieb al-Mu'tamid (bzw. seinem Regenten al-Muwaffaq) nur noch die militärische Lösung übrig.
Yaqub rückte nach Bagdad vor und erlitt bei Dair al-Aquh (am Tigris, in der Nähe von Bagdad) 876 seine erste große Niederlage. Er zog sich zurück und starb 879 in Djondi Schapur am Fieber, während sich in Chorasan ehemalige Gefolgsleute erhoben.

### Abu Hafs Amr ibn al-Laith

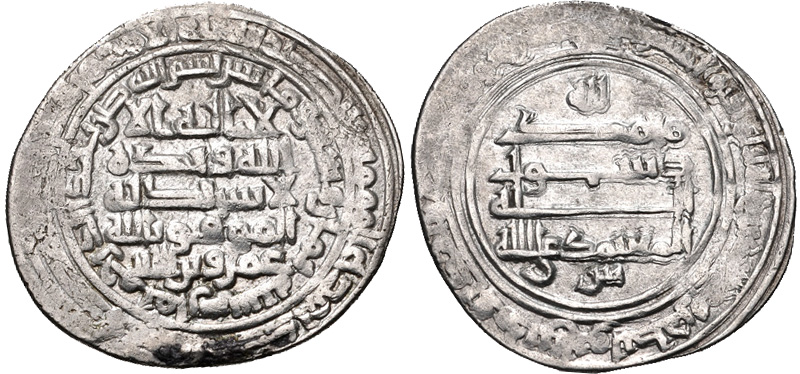
268 H. (881/82) in Fars geschlagener Dirham des Amr b. al-Laith, auf dem der Saffaride den Kalifen al-Mu'tamid sowie dessen Bruder al-Muwaffaq anerkennt.

Yaqubs Bruder und Nachfolger Amr ibn al-Laith (reg. 879–900, ein früherer Maultierhalter oder Steinmetz) herrschte weiterhin über Sistan, Chorasan und Fars und wurde vom Kalifen gegen Zahlung von einer Million Dirham als Gouverneur der von Yaqub eroberten Gebiete anerkannt. Trotzdem konnte er das Reich gegen eine Reihe neu auftauchender Rivalen (in Chorasan z. B. Abdullah Chudschistani, Abu Talha Mansur b. Scharkab, Rafi b. Harthama) nur mühsam konsolidieren. Dabei musste er z. B. 880 vor Chudschistanis Truppen aus Nischapur nach Herat fliehen und sich etwas später die Herrschaft über Chorasan mit Abu Talha teilen. Aus diesen Streitigkeiten zogen insbesondere die Samaniden Nutzen, welche um 885 zweimal zugunsten seiner Rivalen eingriffen. Ebenso konnte al-Muwaffaq (der Bruder und Regent des Kalifen) die Provinz Fars 884–87 kurzzeitig erobern, bevor er wegen anderer Probleme (Tuluniden, Byzantiner) Frieden schließen musste. 883 wurde Amr gegen Zahlung von vier Millionen, und 888/9 gegen inzwischen zehn Millionen Dirham als Gouverneur bestätigt. 896 waren es wieder vier Millionen Dirham.
Nachdem er seiner Rivalen entledigt war, mischte sich Amr in die inneren Angelegenheiten von Choresm ein und stieß damit auf den Widerstand der Samaniden, die das Gebiet als ihre Domäne betrachteten. 898 ließ sich Amr vom Kalifen al-Mu'tadid bi-'llah (892–902) zum Statthalter in Transoxanien erklären und begann einen Krieg gegen die Samaniden. Nach schweren Kämpfen mit Ismail I. (reg. 892–907) wurde Amr ibn al-Laith bei Balch besiegt und als Gefangener nach Bagdad gebracht (900), wo er zwei Jahre später ermordet wurde. Danach übernahm Ismail Chorasan und bekam vom Kalifen Amrs Gebiete zugesprochen.
Unter den frühen Saffariden wurde die Islamisierung des östlichen Iran bzw. des heutigen Afghanistan verstärkt, da diese Gebiete bisher noch stark vom Buddhismus und Hinduismus beeinflusst wurden. Konkret bedeutet das zum Beispiel, dass Amr ibn al-Laiths Offizier Fardaghan die Hindutempel im Logar-Tal in der Nähe von Kabul plünderte und dadurch einen Gegenschlag der Hindu-Shahi unter Kamaluka auf Ghazna provozierte. Auch diesmal bekam der Kalif seinen Beuteanteil (896).

### Die späten Laithiden und die Chalafiden
Die Saffariden hielten sich längerfristig nur in Sistan und einigen angrenzenden Gebieten, mit der Residenz Sarandsch in Nimruz. Der neue Emir Abu l-Hasan Tahir ibn Muhammad ibn Amr (reg. 900–909) war ein schwacher Herrscher, der seine Zeit mit Jagden verbrachte und viel Geld für seine Gärten und Paläste ausgab. Um nicht als Tyrann zu gelten, ließ er keine Steuern einziehen. Nach sechs Jahren hatte Tahir das von seinem Vorgänger übernommene Vermögen von mindestens 36 Millionen Dirham komplett verbraucht. Er wurde von seinem Onkel (2. Grades), Al-Laith ibn Ali, dem damaligen Statthalter in Kirman und Makran abgesetzt und floh zu Sebükeri (Subkari), seinem Befehlshaber in Fars, der seine restlichen Gefolgsleute übernahm und ihn dem Kalifen auslieferte. Al-Laith ibn Ali (reg. 909–10) ging anschließend gegen Sebükeri vor, wurde aber (mit Unterstützung des Kalifen) besiegt, gefangen genommen und ebenso ausgeliefert.
Al-Laiths Bruder und Nachfolger Muhammad b. Ali (reg. 910) regierte nur noch in Sistan, Zamindavar und Zabulistan. Er wurde von seinem Bruder al-Muaddal verraten, von dem Samaniden Ahmad II. (reg. 907–914) besiegt und wie seine drei Vorgänger an den Kalifen ausgeliefert.

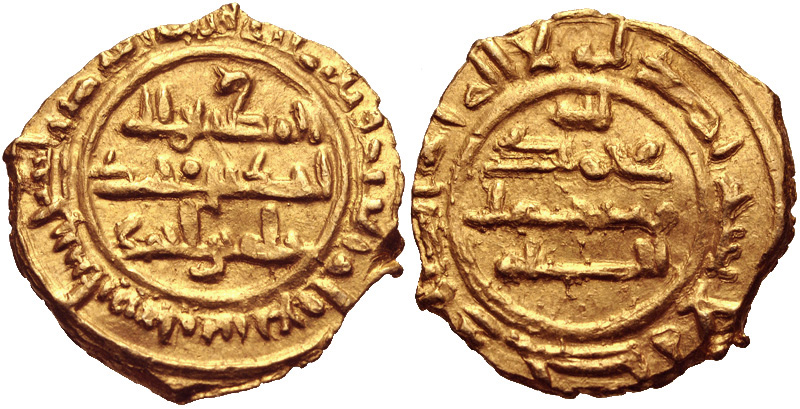
Goldmünze des ersten Chalafiden Ahmad b. Muhammad, auf der dieser bereits seinen Sohn Chalaf als Nachfolger nennt.

Eine Revolte im Namen eines zehnjährigen Saffariden-Prinzen namens Abu Hafs Amr scheiterte 912/3, sodass die Herrschaft der Saffariden erst durch Abu Dschafar Ahmad ibn Muhammad ibn Chalaf (reg. 923–963) wiedererrichtet wurde, der nur ein entfernter Verwandter der bisherigen Herrscher war. Sein Großvater Chalaf war ein Gefolgsmann der beiden Dynastiegründer gewesen. Ahmad behauptete sich gegen die Ansprüche des Kalifen al-Muqtadir (reg. 908–932) und rivalisierender Saffaridenprinzen, erlangte zeitweise großes Prestige und wurde 963 ermordet.

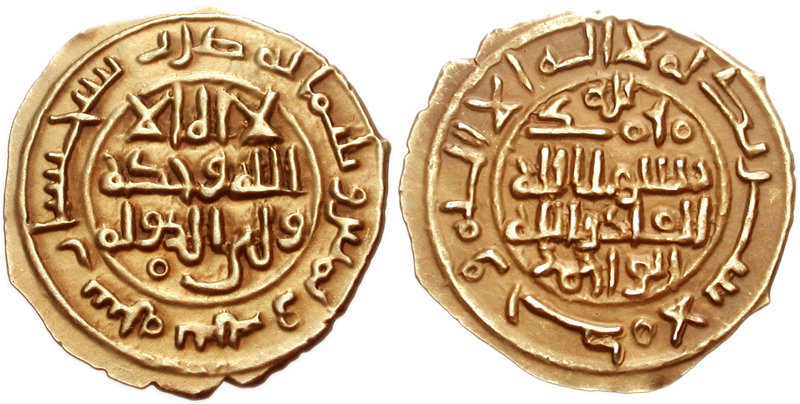
996 (386 H.) geprägte Goldmünze des Wali d-Daula Abu Ahmad Chalaf aus Sarandsch („Sidschistan“) mit Nennung des Kalifen al-Qadir.

Sein Sohn und Nachfolger Wali d-Daula Abu Ahmad Chalaf (reg. 963–1003) teilte sich die Macht anfangs mit einem ehemaligen General der Samaniden, Abu l-Husain Tahir (gest. 970), der mütterlicherseits ebenfalls ein Saffaride war. Zwischen 964 und 969 befand sich Chalaf auf einer Pilgerreise nach Mekka, sodass Tahir allein regierte und sich anschließend weigerte, die Macht wieder abzugeben. Der ausbrechende Konflikt zwischen Chalaf einerseits und Tahir bzw. dessen Sohn Husain andererseits dauerte noch bis 983 und wurde durch die militärische Einmischung der Samaniden und von (deren halb-unabhängigen Vasallen) Sebük Tigin verkompliziert. Schließlich war Chalaf aufgrund despotischer Neigungen so unpopulär, dass die Armeeführung und Einwohnerschaft von Sarandsch sich an seinem Sturz beteiligte, als Mahmud von Ghazna (reg. 998–1030) Sistan eroberte und der Saffaridenherrschaft ein Ende bereitete.

### Nasriden und Mihrabaniden
In manchen Darstellungen werden die später über Sistan regierenden Nasriden (1030–1225) und Mihrabaniden (1236–ca. 1542) ebenfalls den Saffariden zugerechnet. Aus früheren Werken zur Geschichte Sistans, wie der Tarich-i Sistan und Malik-Schah Husains Ihya al-muluk geht jedoch hervor, dass diese beiden Herrscherhäuser weder miteinander, noch mit den beiden ersten Saffariden-Linien verwandt sind.